# Organització Islàmica de la Dawa de l'Afganistan
L'Organització Islàmica de la Dawa de l'Afganistan (paixtu: د اسلامي دعوت تنظيم افغانستان; dari: تنظیم دعوت اسلامی افغانستان) és un partit polític de l'Afganistan dirigit per Abdul Rasul Sayyaf. Fundat a principis dels anys vuitanta com a Unió Islàmica per a l'Alliberament de l'Afganistan (dari: اتحاد اسلامی برای آزادی افغانستان), va ser originalment un intent d'aconseguir la unitat entre les forces d'oposició islamistes a l'Afganistan. No obstant això, la creació de la nova organització paraigua va crear efectivament una divisió i l'organització es va convertir en un partit polític propi. L'organització formava part dels «Set de Peshawar», la coalició de forces mujahidins secundada pels Estats Units, el Pakistan i diversos Estats àrabs del Golf Pèrsic en la guerra contra el govern del PDPA i les forces soviètiques. Gràcies a l'ajuda financera rebuda de fonts saudites, l'organització va poder atreure a un considerable nombre de seguidors militars. Els voluntaris àrabs van lluitar en les forces de la milícia de l'organització.

## Guerra civil afganesa (1992-96)
Després de la caiguda del govern del PDPA a l'abril de 1992, Gulbuddin Hekmatyar va iniciar una campanya de bombardejos contra l'Estat Islàmic de l'Afganistan, establert pels Acords de Peshawar de pau i repartiment del poder. A més, Aràbia Saudita i l'Iran, en la seva qualitat de competidors per l'hegemonia regional, van fer costat a les milícies afganeses hostils entre si. Segons Human Rights Watch, «l'Iran va prestar assistència a les forces xiïtes hazares del Partit de la Unitat Islàmica d'Abdul Ali Mazari, ja que l'Iran va tractar de maximitzar el poder i la influència militar de Wahdat». Aràbia Saudita va fer costat al wahhabita Abdul Rasul Sayyaf i la seva facció Ittihad-i Islami. El conflicte entre les dues milícies es va convertir ràpidament en una guerra a gran escala. Tant l'Ittihad com el Wahdat van emprendre campanyes de segrest a gran escala contra civils i combatents del «altre bàndol». L'Estat Islàmic i el Comitè Internacional de la Creu Roja van tractar regularment de mediar entre les dues parts, però les cessacions del foc es van trencar comunament en qüestió de dies. A principis de 1993, el Hezb-i Wahdat es va unir a una aliança amb Gulbuddin Hekmatyar començant a bombardejar el nord de Kabul. L'11 de febrer de 1993, les forces del Ittihad van participar en l'operació militar Afshar de l'Estat Islàmic de l'Afganistan, l'objectiu del qual era posar fi al bombardeig de les zones residencials del nord de Kabul dut a terme pel Hezb-i Wadat. Una vegada que l'operació militar va acabar i va aconseguir expulsar a les forces de Wahdat de la zona, les forces de l'Ittihad van començar a agreujar la situació tornant-se contra la població civil. Durant i després de l'operació van morir 70 combatents i civils. Després de l'operació, les tropes d'Ittihad sota el comandament d'Abdul Rasul Sayyaf van segrestar fins a 900 persones, 200 de les quals van ser alliberades després del pagament de rescats als comandants d'Ittihad, 700 mai van ser retornades per les forces d'Ittihad.
En 2001, el líder d'Ittihad, Abdul Rasul Sayyaf, va ser sospitós de ser còmplice de l'assassinat del líder antitalibà Ahmad Shah Massud.
En 2005, l'organització Ittihad es va registrar com a partit polític en el Ministeri de Justícia amb el seu nou nom. Sayyaf i Ittihad estan actualment aliats amb el govern d'Hamid Karzai. El partit és més fort en la zona de Paghman i rep la major part del seu suport dels paixtus. Ideològicament, el partit segueix i advoca per una forma ortodoxa d'Islam.